# Andropogon fastigiatus
Andropogon fastigiatus är en gräsart som beskrevs av Olof Swartz. Andropogon fastigiatus ingår i släktet Andropogon och familjen gräs. Inga underarter finns listade i Catalogue of Life.